# Pseudopseustis beduina
Pseudopseustis beduina là một loài bướm đêm trong họ Noctuidae.